# Brézé
För den franska adelsätten, se Brézé (adelsätt).
Brézé är en kommun i departementet Maine-et-Loire i regionen Pays de la Loire i nordvästra Frankrike. Kommunen ligger i kantonen Montreuil-Bellay som tillhör arrondissementet Saumur. År 2018 hade Brézé 1 227 invånare.

## Befolkningsutveckling
Antalet invånare i kommunen Brézé
| Referens: INSEE |